# Phalaenopsis javanica
Phalaenopsis javanica (можлива українська назва:Фаленопсис яванський) — епіфітна трав'яниста рослина родини орхідні.
Вид не має усталеної української назви. У україномовних джерелах використовується наукова назва Phalaenopsis javanica.

## Синоніми
За даними Королівських ботанічних садів в К'ю :
- Phalaenopsis javanica f. alba O. Gruss & Roellke ex Christenson 2001
- Phalaenopsis latisepala Rolfe 1920
- Polychilos javanica (JJSm.) Shim 1982

## Біологічний опис
Моноподіальний епіфіт середніх розмірів. 
 Стебло укорочене, приховане основами 3-5 листків.
Коріння добре розвинене, довге і звивисте.
Листя яскраво зелене, блискуче, більш-менш довгасте, злегка хвилясте і трохи тонше за інших представників роду. Загальна кількість листя 2-8 листків, 20-28 см х 8-13 см. 

Квітконіс зазвичай не гілкується, довжиною до 25 см, несе до 10 квіток. Квіти розкриваються послідовно. 

Квіти щільної текстури, діаметром до 5 см, у деяких екземплярів присутній легкий фіалковий аромат. Фонове забарвлення варіює від білого до жовтувато-зеленуватого або жовтого, поздовжні смуги складаються з безлічі червоно-коричневих крапок. 

Квітучі екземпляри можна зустріти увесь рік, але присутні два піки цвітіння — у квітні і у вересні. Цвітіння триває близько 4 тижнів, квітка тримається близько 2 тижнів. Квіти орієнтовані вниз, повністю не розкриваються.

## Ареал, екологічні особливості
Ендемік острова Ява. 
 Росте в тропічних передгірних лісах і на кавових плантаціях на висотах від 0 до 1000 метрів над рівнем моря на гілках і стовбурах дерев.
Сезонні зміни температури повітря в місцях природного зростання незначні. Вдень 29-31°С, вночі 23-24°С. Відносна вологість повітря весь рік близько 80%. Сухий сезон з грудня по квітень, в цей час середньомісячна кількість опадів від 5 до 120 мм. З травня по листопад від 200 до 600 мм.
Вид знаходиться під загрозою зникнення в результаті хижацького збору рослин місцевим населенням для продажу колекціонерам. Ще однією серйозною загрозою є втрата місць перебування в результаті знищення лісів. Відноситься до числа видів, що охороняються (другий додаток CITES).

## Історія опису
У культурі, вперше зацвіла в 1914 році, 16 квітня в Ірландії, а 26 — у Франції в Мур де Бретані. У 1918 р. було прийнято опис фаленопсис, зроблений Дж. Смітом. Пізніше обидві рослини зникли з поля зору вчених. 
 Phalaenopsis javanica був заново відкритий лише в 1975 році. У 1980 р. Світ, і в 1990 р. Комбер опублікували по маленькій доповіді про цю рослину. За інформацією Світа, Phalaenopsis javanica був відкритий сером Ф. М. Муром в 1914 р. і знаходився в колекції Королівського ботанічного саду в Ірландії. 
 У 1975 р. група біологів з Богорського ботанічного саду перебуваючи в експедиції в гірській лісистій місцевості округу Чіанджур виявила досить велику популяцію Phalaenopsis javanica. До нещастя, всі зібрані в цій експедиції рослини незабаром загинули. І в 1992 р. у той же район спорядили ще одну експедицію. Ботаніки виявили лише місцевих жителів, які торгують зібраними рослинами. Зараз у Богорському ботанічному саду росте всього 10 екземплярів природних Phalaenopsis javanica, це нащадки рослин куплених у місцевого населення.

## У культурі
Температурна група — тепла. Для нормального цвітіння обов'язковий перепад температур день/ніч в 5-8°С.
Вимоги до світла: 1000—1200 FC, 10760-12912 lx .
Старий квітконіс не видаляють поки він не засох самостійно. Оскільки в наступні роки він може давати бутони повторно.
Загальна інформація про агротехніку у статті Фаленопсис.
Вид активно використовується в гібридизації.

## Первиннігібриди(грекси)
- Adri Witanta Husada — javanica х cornu-cervi (Atmo Kolopaking) 1986
- Adyah Prapto — lueddemanniana х javanica (Atmo Kolopaking) 1981
- Agus Ligo — fimbriata х javanica (Atmo Kolopaking) 1979
- Anwar Mahayudin — viridis х javanica (Atmo Kolopaking) 1983
- Christina Weltz — gigantea х javanica (S Robert Weltz Jr) 1995
- Christine Magro — equestris х javanica (Luc Vincent) 1994
- Corinne Dream — fuscata х javanica (Luc Vincent) 2000
- X flava — javanica х amabilis (Природний гібрид (Ayub S Parnata)) 1982
- Java Bast — javanica х bastianii (Hou Tse Liu) 2006
- Java Flores — floresensis х javanica (Hou Tse Liu) 2003
- Java Gem — javanica х stuartiana (Stones River Orchids) 1981
- Java Love — javanica х lobbii (Hou Tse Liu) 2006
- Java Paris — javanica х parishii (Hou Tse Liu) 1995
- Java Sunshine — venosa х javanica (Hou Tse Liu) 1996
- Javalin — lindenii х javanica (Zuma Canyon Orchids Inc. (Stones River Orchids)) 1983
- Jazz Man — mannii х javanica (Jones & Scully) 1982
- Kathy Dream — wilsonii х javanica (Luc Vincent) 1997
- Kenanga — javanica х amboinensis (Ayub S Parnata) 1981
- Little Fox — mariae х javanica (Elwood J Carlson) 1985
- Lung Ching's Baby — javanica х violacea (Brothers Orchid Nursery) 1981
- Mickey's Java — micholitzii х javanica (Sky Island Orchids) 1993
- Mini Paskal — pantherina х javanica (Ayub S Parnata) 1982
- Morges la Coquette — schilleriana х javanica (Luc Vincent) 2002
- Paskal Indukbaru — javanica х inscriptiosinensis (Ayub S Parnata) 1985
- Prince Star — celebensis х javanica (Hou Tse Liu) 1992
- Siu-Fang Lin — javanica х sumatrana (Atmo Kolopaking) 1981
- Sulastini — corningiana х javanica (Atmo Kolopaking) 1983